# Menduh Thaçi
Menduh Thaçi (cyryl. Мендух Тачи; ur. 3 marca 1965 w Tetowie) – macedoński polityk pochodzenia albańskiego, przewodniczący Demokratycznej Partii Albańczyków od 2007.

## Życiorys
Ukończył studia stomatologiczne na Wydziale Medycznym Uniwersytetu w Prisztinie. Karierę polityczną rozpoczął w Partii Demokratycznego Dobrobytu Albańczyków, w której awansował do stanowiska wiceprzewodniczącego partii. Od 1997 związany z grupą rozłamową w partii, która przyjęła nazwę Demokratycznej Partii Albańczyków (PDSh). W 2006 po rezygnacji Arbëna Xhaferiego, Thaçi został nowym przewodniczącym PDSh. W październiku 2014 został ponownie (jednogłośnie) wybrany przewodniczącym partii na czteroletnią kadencję.. W grudniu 2016 złożył rezygnację z funkcji przewodniczącego partii.
Jest żonaty, ma dwoje dzieci.